# Onderstepoort
Onderstepoort ist ein kleiner Ort in der City of Tshwane Metropolitan Municipality der Provinz Gauteng, Südafrika. Die südafrikanische Hauptstadt Pretoria liegt in unmittelbarer Nähe südlich.
In dem Ort befinden sich das von Arnold Theiler 1908 gegründete Onderstepoort Veterinary Institute und die von ihm 1920 gegründete Veterinärmedizinische Fakultät der Universität Pretoria. Das Institut ist für die Erforschung von Tropenkrankheiten bekannt, und die veterinärmedizinische Fakultät unterhält enge Beziehungen zum Royal College of Veterinary Science im Vereinigten Königreich.
Der Park Onderstepoort Nature Reserve befindet sich ebenfalls in der Nähe.